# Держгідрографія
Держгідрогра́фія — державна установа України, відповідальна за навігаційно-гідрографічне забезпечення в межах виключної (морської) економічної зони України в Чорному і Азовському морях, а також на внутрішніх водних шляхах, яка входить до сфери управління Міністерства інфраструктури України та Державної служби на морському та річковому транспорті України (Морської адміністрації).

## Історія
Згідно з нормами Конвенції ООН з морського права від 1982 року Україна має право на виключну (морську) економічну зону площею до 100 тис. км², але в державному управлінні перебувають морські внутрішні води і територіальне море загальною площею 38 тис. км². 
Функції гідрографічного забезпечення в цих водах за часів існування СРСР виконувала Гідрографічна служба Чорноморського флоту. Після відновлення незалежності України Кабінет Міністрів 1994 року задля управління навігаційно-гідрографічним забезпеченням мореплавства, які передусім потрібні для транспортного і промислового флоту створив Національне агентство морських досліджень і технологій (НАМДіТ), а в 1998 році на його базі було створено гідрографічну службу України. У серпні 2000 року її було перетворено на державну установу "Держгідрографія".
"Держгідрографія" стала правонаступником Центрального, Керченського, Миколаївського, Одеського, Севастопольського державних гідрографічних підприємств, державного науково-дослідного підприємства "Укрморкартографія" і є науково-виробничим комплексом, заснованим на державній власності та входить до сфери управління Міністерства інфраструктури України.
На 2018 рік на балансі «Держгідрографії» перебувають 65 суден. Їх середній вік – 36 років. Гідрографічних лоцмейстерских суден морського класу, які обладнані підйомним пристроєм для роботи з буями, в установі вісім одиниць, а здатних піднімати вантажі більше 3 тонн, тільки одне, яке було побудовано у 1968 році.
В травні 2019 року розпочато аудит з метою забезпечення роботи засобів навігаційного обладнання (ЗНО) відповідно до вимог Міжнародної конвенції з охорони людського життя на морі.
Об'єктами аудиту було визначено Очаківську та Миколаївську групи навігаційного обладнання, а також Південну, Одеську, Білгород-Дністровську групи. У рамках аудиту буде відвідано стаціонарні об'єкти навігаційно-гідрографічного забезпечення (маяки, створні знаки). Окрему увагу буде приділено оперативності реагування персоналу на відмови обладнання.
Крім того було піднято питання реконструкції та відновлення маяка на острові Джарилгач, який є пам'яткою архітектури.
У вересні 2019 року Держгідрографія придбала два безпілотні авіаційні комплекси (БПЛА) для забезпечення безпеки судноплавства на річках.

## Завдання та сфера діяльності
Основними напрямками роботи Держгідрографії є:
- оснащення морів і внутрішніх водних шляхів зони відповідальності України ЗНО, забезпечення їх безперебійної дії відповідно до встановлення режимів роботи, складання і розповсюдження навігаційних морських і лоцманських річкових карт, керівництв і посібників для плавання, інформування суден про зміни навігаційної обстановки плавання;
- розвиток систем навігаційно-гідрографічного забезпечення мореплавства, що включає розробку та впровадження нових методів технологій і технічних засобів навігації, гідрографії та морської картографії;
- представлення Міністерства інфраструктури у Міжнародний гідрографічній організації (МГО), інших міжнародних організаціях з питань навігації, гідрографії, океанографії та морської картографії, співпраця з гідрографічними службами інших країн;
- виконання міжнародних зобов’язань України з навігаційно-гідрографічного забезпечення мореплавства, що включає гідрографічне і океанографічне вивчення океанів і морів.[5]

## Структура
Філії державної установи «Держгідрографія»:
- ФДУ „Укрморкартографія”;
- ФДУ „Миколаївський район Держгідрографії”;
- ФДУ "Дніпровський район Держгідрографії";
- ФДУ „Одеський район Держгідрографії”;

та філії фінансово-господарська діяльність яких тимчасово припинена відповідно до Закону України «Про забезпечення прав і свобод громадян та правовий режим на тимчасово окупованій території України» від 15.04.2014.
- ФДУ „Керченський район Держгідрографії”;
- ФДУ „Севастопольська філія Держгідрографії ім. Мітіна”.

## Корабельний склад
- БГК-334
- ГС-82

## Керівництво
- Начальник Державної установи "Держгідрографія" (від 26.01.2024) — О. О. Бойко [7].